# Kenan Hasagić
Kenan Hasagić (ur. 1 lutego 1980 w Kakanju) – piłkarz bośniacki grający na pozycji bramkarza. Od 2007 roku jest piłkarzem klubu İstanbul Büyükşehir Belediyespor.

## Kariera klubowa
Karierę piłkarską Hasagić rozpoczął w klubie Rudar Kakanj. W 1996 roku został zawodnikiem Mladostu Mostre i grał w nim w sezonie 1996/1997. W 1997 roku wrócił do Rudaru i występował w nim w Premijer Lidze do 1998 roku. W trakcie sezonu 1998/1999 roku Hasagić przeszedł do austriackiego Vorwärtsu Steyr. Z kolei w latach 1999–2001 występował w tureckim Altay SK z Izmiru.
W 2001 roku Hasagić wrócił do Bośni i Hercegowiny i w sezonie 2001/2002 grał w dwóch klubach: Bosni Visoko oraz ponownie w Rudarze Kakanj. W 2002 roku przeszedł do Željezničara Sarajewo. W 2003 roku zdobył z nim Puchar Bośni i Hercegowiny.
W 2004 roku Hasagić został zawodnikiem Gaziantepsporu. Zadebiutował w nim 7 sierpnia 2004 w przegranym 1:2 wyjazdowym meczu z Denizlisporem. Zawodnikiem Gaziantepsporu był przez 3 sezony, do 2007 roku.
W 2007 roku Hasagić przeszedł do klubu İstanbul Büyükşehir Belediyespor. Swój ligowy debiut w nim zanotował 10 sierpnia 2007 przeciwko Fenerbahçe SK. İstanbul BB wygrał wówczas 2:0.
| Sezon   | Klub           | Kraj                 | Rozgrywki     | Mecze | Bramki |
| ------- | -------------- | -------------------- | ------------- | ----- | ------ |
| 1996/97 | Mladost Mostre | Bośnia i Hercegowina | I. liga       | 28    | 0      |
| 1997/98 | Rudar Kakanj   | Bośnia i Hercegowina | Premijer liga | 6     | 0      |
| 1998/99 | Rudar Kakanj   | Bośnia i Hercegowina | Premijer liga | 8     | 0      |
| 1998/99 | Vorwärts Steyr | Austria              | Bundesliga    | 21    | 0      |
| 1999/00 | Altay SK       | Turcja               | Süper Lig     | 17    | 0      |
| 2000/01 | Altay SK       | Turcja               | Süper Lig     | 25    | 0      |
| 2001/02 | Bosna Visoko   | Bośnia i Hercegowina | Premijer liga | 7     | 0      |
| 2001/02 | Rudar Kakanj   | Bośnia i Hercegowina | Premijer liga | 11    | 0      |
| 2002/03 | FK Željezničar | Bośnia i Hercegowina | Premijer liga | 38    | 0      |
| 2003/04 | FK Željezničar | Bośnia i Hercegowina | Premijer liga | 17    | 0      |
| 2004/05 | Gaziantepspor  | Turcja               | Süper Lig     | 21    | 0      |
| 2005/06 | Gaziantepspor  | Turcja               | Süper Lig     | 31    | 0      |
| 2006/07 | Gaziantepspor  | Turcja               | Süper Lig     | 24    | 0      |
| 2007/08 | İstanbul BB    | Turcja               | Süper Lig     | 28    | 0      |
| 2008/09 | İstanbul BB    | Turcja               | Süper Lig     | 12    | 0      |
| 2009/10 | İstanbul BB    | Turcja               | Süper Lig     | 17    | 0      |
| 2010/11 | İstanbul BB    | Turcja               | Süper Lig     | 19    | 0      |
| 2011/12 | İstanbul BB    | Turcja               | Süper Lig     |       |        |

## Kariera reprezentacyjna
W reprezentacji Bośni i Hercegowiny Hasagić zadebiutował 7 września 2002 roku w przegranym 0:3 meczu eliminacji do Euro 2004 z Rumunią. Z Bośnią i Hercegowiną grał też w eliminacjach do MŚ 2006, Euro 2008, MŚ 2010, a obecnie broni w eliminacjach do Euro 2012.